# Fallen Empires (album)
Pour les articles homonymes, voir Fallen Empires.
Albums de Snow Patrol
Up to Now
(2009) Wildness
(2018)
Fallen Empires est le sixième album studio de la formation musicale Snow Patrol. Gary Lightbody a annoncé le titre de l'album le 21 juillet 2011 et celui-ci est sorti le 11 novembre 2011. Le premier single extrait de cet album est Called Out in the Dark et le second This Isn't Everything You Are.

## Pistes de l'album
| No  | Titre                                | Durée |
| --- | ------------------------------------ | ----- |
| 1.  | I'll Never Let Go                    | 4:44  |
| 2.  | Called Out in the Dark               | 4:01  |
| 3.  | The Weight of Love                   | 4:17  |
| 4.  | This Isn't Everything You Are        | 4:58  |
| 5.  | The Garden Rules                     | 4:29  |
| 6.  | Fallen Empires                       | 5:20  |
| 7.  | Berlin                               | 2:05  |
| 8.  | Lifening                             | 3:53  |
| 9.  | New York                             | 4:01  |
| 10. | In the End                           | 4:00  |
| 11. | Those Distant Bells                  | 3:17  |
| 12. | The Symphony                         | 6:07  |
| 13. | The President                        | 4:35  |
| 14. | Broken Bottles Form A Star (Prelude) | 1:30  |

## Classements et certifications
| Classement musical                         | Meilleure position |
| ------------------------------------------ | ------------------ |
| Allemagne (Media Control AG)               | 3                  |
| Australie (ARIA)                           | 24                 |
| Autriche (Ö3 Austria Top 40)               | 10                 |
| Belgique (Flandre Ultratop)                | 4                  |
| Belgique (Wallonie Ultratop)               | 9                  |
| Canada (Canadian Albums Chart)             | 2                  |
| Danemark (Tracklisten)                     | 27                 |
| Espagne (Promusicae)                       | 65                 |
| États-Unis (Billboard 200)                 | 5                  |
| Finlande (Suomen virallinen lista)         | 46                 |
| France (SNEP)                              | 70                 |
| Irlande (Irish Recorded Music Association) | 1                  |
| Italie (FIMI)                              | 67                 |
| Norvège (VG-lista)                         | 40                 |
| Nouvelle-Zélande (RIANZ)                   | 27                 |
| Pays-Bas (Mega Album Top 100)              | 1                  |
| Royaume-Uni (UK Albums Chart)              | 3                  |
| Suisse (Schweizer Hitparade)               | 6                  |

| Pays        | Ventes    | Certifications |
| ----------- | --------- | -------------- |
| Allemagne   | 100 000 + | Or             |
| Belgique    | 15 000 +  | Or             |
| Irlande     | 15 000 +  | Platine        |
| Pays-Bas    | 25 000 +  | Or             |
| Royaume-Uni | 300 000 + | Platine        |

## Accueil critique
L'album a recueilli des critiques plutôt mitigées, obtenant un score de 58/100, sur la base de 25 critiques collectées, sur le site Metacritic.